# Beztroski kemping
Beztroski kemping (jap. ゆるキャン△ Yurukyan△) – manga autorstwa Afro, wydawana nakładem wydawnictwa Hōbunsha. Początkowo od 23 maja 2015 do 23 lutego 2019 seria publikowana była w magazynie „Manga Time Kirara Forward”, a następnie została ona przeniesiona do aplikacji Comic Fuz, gdzie kolejne rozdziały ukazują się od 29 marca 2019.
Na podstawie serii powstała adaptacja w formie telewizyjnego serialu anime, który doczekał się dwóch sezonów oraz trzech odcinków specjalnych OVA. Ponadto powstał krótkometrażowy serial będący spin-offem oraz aktorski serial telewizyjny.

## Fabuła
Pewnego dnia kochająca biwakowanie nastolatka, Rin Shima, spotyka ekscentryczną dziewczynę podczas jednej ze swoich sesji kempingowych. Jej imię brzmi Nadeshiko Kagamihara i po zobaczeniu hobby Rin, sama zaczyna interesować się biwakowaniem. Jak się okazuje, obie dziewczyny od teraz chodzą do tej samej szkoły, w której znajduje się kółko aktywności na świeżym powietrzu. Do klubu należą Chiaki Ōgaki i Aoi Inuyama oraz szybko dołącza do niego Nadeshiko. Jednak Rin decyduje się na biwakowanie samej. Mimo to jej przyjaźń z Nadeshiko, Chikaki i Aoi oraz koleżanką o imieniu Ena Saitō spowoduje, że nieraz wybiorą się na kemping razem, tworząc tym samym niezastąpioną więź.

## Bohaterowie
- Nadeshiko Kagamihara (jap. 各務原 なでしこ Kagamihara Nadeshiko)

Seiyū: Yumiri Hanamori 
- Chiaki Ōgaki (jap. 大垣 千明 Ōgaki Chiaki)

Seiyū: Sayuri Hara 
- Aoi Inuyama (jap. 犬山 あおい Inuyama Aoi)

Seiyū: Aki Toyosaki 
- Rin Shima (jap. 志摩リン Shima Rin)

Seiyū: Nao Tōyama 
- Ena Saitō (jap. 斉藤 恵那 Saitō Ena)

Seiyū: Rie Takahashi 
- Sakura Kagamihara (jap. 各務原 桜 Kagamihara Sakura)

Seiyū: Marina Inoue 
- Ayano Toki (jap. 土岐 綾乃 Toki Ayano)

Seiyū: Tomoyo Kurosawa 
- Minami Toba (jap. 鳥羽 美波 Toba Minami)

Seiyū: Shizuka Itō 
- Akari Inuyama (jap. 犬山 あかり Inuyama Akari)

Seiyū: Risae Matsuda 
- Narrator

Seiyū: Akio Ōtsuka 

## Manga
Pierwszy rozdział mangi ukazał się w magazynie „Manga Time Kirara Forward” wydanym 23 maja 2015. Następnie wydawnictwo Hōbunsha rozpoczęło zbieranie opublikowanych rozdziałów do wersji książkowej (tankōbon), której pierwszy tom ukazał się w sprzedaży 12 listopada tego samego roku. Według stanu na 12 kwietnia 2021, wydano do tej pory 12 tomów.
15 lutego 2019 ogłoszono, że publikacja mangi zostanie przeniesiona z „Manga Time Kirara Forward” do nowo utworzonej aplikacji Comic Fuz tego samego wydawnictwa, natomiast kolejny rozdział został opublikowany 29 marca.
Polskie wydanie mangi zostało zapowiedziane 29 sierpnia 2018, zaś pierwszy tom został wydany 5 lutego 2019. Kolejne tomy mangi ukazują się nakładem wydawnictwa Dango. Premiera dwunastego tomu polskiego wydania pierwotnie zaplanowana została na 3 września 2021, jednakże ze względu na problemy z drukiem została ona opóźniona trzykrotnie, o czym poinformowano 29 sierpnia, 29 września oraz 15 października i planowo odbędzie się ostatecznie 8 listopada.
| Nr | Język japoński       | Język japoński         | Język polski        | Język polski           |
| Nr | Data wydania         | ISBN                   | Data wydania        | ISBN                   |
| -- | -------------------- | ---------------------- | ------------------- | ---------------------- |
| 1  | 12 listopada 2015    | ISBN 978-4-8322-4635-5 | 5 lutego 2019       | ISBN 978-83-6585-642-5 |
| 2  | 12 lipca 2016        | ISBN 978-4-8322-4719-2 | 5 kwietnia 2019     | ISBN 978-83-6585-643-2 |
| 3  | 10 lutego 2017       | ISBN 978-4-8322-4804-5 | 7 czerwca 2019      | ISBN 978-83-6585-644-9 |
| 4  | 12 lipca 2017        | ISBN 978-4-8322-4851-9 | 5 sierpnia 2019     | ISBN 978-83-6585-645-6 |
| 5  | 12 grudnia 2017      | ISBN 978-4-8322-4900-4 | 7 października 2019 | ISBN 978-83-6585-646-3 |
| 6  | 12 marca 2018        | ISBN 978-4-8322-4927-1 | 12 grudnia 2019     | ISBN 978-83-6585-647-0 |
| 7  | 11 października 2018 | ISBN 978-4-8322-4983-7 | 24 lutego 2020      | ISBN 978-83-6585-648-7 |
| 8  | 26 kwietnia 2019     | ISBN 978-4-8322-7092-3 | 27 kwietnia 2020    | ISBN 978-83-6585-649-4 |
| 9  | 10 stycznia 2020     | ISBN 978-4-8322-7149-4 | 29 czerwca 2020     | ISBN 978-83-6585-688-3 |
| 10 | 12 marca 2020        | ISBN 978-4-8322-7174-6 | 7 września 2020     | ISBN 978-83-6585-689-0 |
| 11 | 7 stycznia 2021      | ISBN 978-4-8322-7240-8 | 5 maja 2021         | ISBN 978-83-6585-689-0 |
| 12 | 12 kwietnia 2021     | ISBN 978-4-8322-7269-9 | 8 listopada 2021    | ISBN 978-83-6659-640-5 |
| 13 | 10 marca 2022        | ISBN 978-4-8322-7352-8 | —                   |                        |

## Anime
23 stycznia 2017 na łamach magazynu „Manga Time Kirara Forward” pojawiła się zapowiedź adaptacji w formie telewizyjnego serialu anime. Reżyserem został Yoshiaki Kyōgoku, scenarzystą – Jin Tanaka, projektantem postaci – Mutsumi Sasaki, kompozytorem ścieżki dźwiękowej – Akiyuki Tateyama, zaś za produkcję wykonawczą odpowiadało studio C-Station. Pierwsze informacje dotyczące daty premiery pojawiły się 25 czerwca na oficjalnej stronie anime, gdzie podano do informacji datę premiery, datowaną na zimę 2018 roku, która potem była precyzowana dwukrotnie – 24 listopada na styczeń 2018, gdy ujawniono również nazwiska artystów muzycznych odpowiedzialnych za wykonywanie utworów w openingu i endingu anime, a następnie 10 grudnia – na 4 stycznia 2018, wtedy poinformowano, że serial emitowany będzie na antenach AT-X, Tokyo MX, Sun TV, KBS Kyoto oraz BS11, natomiast premierowo – na antenie AT-X w każdy czwartek o 23.00. Razem wyprodukowano 12 odcinków, których ostatni z nich wyemitowany został 22 marca.
7 października 2018 podczas wydarzenia Yurucamp△ himitsu kessha Blanket nyūdan setsumeikan zapowiedziana została produkcja drugiego sezonu, natomiast informacje co do daty premiery zostały ujawnione 23 marca 2020, wtedy poinformowano, że premierę będzie mieć w styczniu 2021. Z kolei 29 listopada produkcja ogłosiła, że zadebiutuje dokładnie 7 stycznia 2021 na antenach AT-X, Tokyo MX, Sun TV, KBS Kyoto, BS11, YBS, Hokkaido TV i SBS, zaś premierowo – na antenie AT-X w każdy czwartek o 23.00. Ostatni, 13. odcinek sezonu został wyemitowany 1 kwietnia.

### Spis serii
| Seria | Seria | Odcinki    | Premiera serii  | Finał serii     |
| ----- | ----- | ---------- | --------------- | --------------- |
|       | 1.    | 1–12 (12)  | 4 stycznia 2018 | 22 marca 2018   |
|       | 2.    | 13–25 (13) | 7 stycznia 2021 | 1 kwietnia 2021 |

### Spis odcinków

#### Seria pierwsza (2018)
| #  | Tytuł                                                                                                | Premiera         |
| -- | --- | ---------------- |
| 1  | Fuji-san to Curry men Fuji-san to karē men (ふじさんとカレーめん)                                    | 4 stycznia 2018  |
| 2  | Yōkoso nokuru e! (ようこそ野クルへ！)                                                                | 11 stycznia 2018 |
| 3  | Fuji-san to mattari onabe Camp Fuji-san to mattari onabe kyanpu (ふじさんとまったりお鍋キャンプ)     | 18 stycznia 2018 |
| 4  | Nokuru to Solocamp girl Nokuru to sorokyan gāru (野クルとソロキャンガール)                           | 25 stycznia 2018 |
| 5  | Futatsu no Camp, futari no keshiki Futatsu no kyanpu, futari no keshiki (二つのキャンプ、二人の景色) | 1 lutego 2018    |
| 6  | O niku to kōyō to nazo no mizūmi (お肉と紅葉と謎の湖)                                                | 8 lutego 2018    |
| 7  | Kohan no yoru to Camp no hitobito Kohan no yoru to kyanpu no hitobito (湖畔の夜とキャンプの人々)     | 15 lutego 2018   |
| 8  | Test, caribou, manjū umai Tesuto, karibū, manjū umai (テスト、カリブー、まんじゅううまい)            | 22 lutego 2018   |
| 9  | Nadeshiko Navi to yukemuri no yoru Nadeshiko Nabi to yukemuri no yoru (なでしこナビと湯けむりの夜)   | 1 marca 2018     |
| 10 | Tabi heta-san to Camp kaigi Tabi heta-san to kyanpu kaigi (旅下手さんとキャンプ会議)                 | 8 marca 2018     |
| 11 | Kuricamp! Kurikyan! (クリキャン！)                                                                   | 15 marca 2018    |
| 12 | Fuji-san to Yurucamp Girl Fuji-san to yurukyan gāru (ふじさんとゆるキャンガール)                     | 22 marca 2018    |

#### Seria druga (2021)
| #  | #  | Tytuł | Premiera         |
| -- | -- | --- | ---------------- |
| 13 | 1  | Tabi no o tomoni Curry men Tabi no o tomoni karē men (旅のおともにカレーめん)                                            | 7 stycznia 2021  |
| 14 | 2  | Ōmisoka no Solocamp Girl Ōmisoka no sorokyan gāru (大晦日のソロキャンガール)                                             | 14 stycznia 2021 |
| 15 | 3  | Ta na bota Camp to aratamete omotta koto Ta na bota kyanpu to aratamete omotta koto (たなぼたキャンプと改めて思ったこと) | 21 stycznia 2021 |
| 16 | 4  | Byte no okane de nani o kau? Baito no okane de nani o kau? (バイトのお金で何を買う？)                                    | 28 stycznia 2021 |
| 17 | 5  | Caribou-kun to yamanakako Karibū-kun to yamanakako (カリブーくんと山中湖)                                                | 4 lutego 2021    |
| 18 | 6  | Ōmama Misaki no fuyu (大間々岬の冬)                                                                                      | 11 lutego 2021   |
| 19 | 7  | Nadeshiko no Solocamp keikaku Nadeshiko no sorokyan keikaku (なでしこのソロキャン計画)                                   | 18 lutego 2021   |
| 20 | 8  | Hitori no Camp Hitori no kyanpu (ひとりのキャンプ)                                                                       | 25 lutego 2021   |
| 21 | 9  | Fuyu no owari to shuppatsu no hi (冬の終わりと出発の日)                                                                  | 4 marca 2021     |
| 22 | 10 | Izucamp! Hajimari Izukyan! Hajimari (伊豆キャン！ はじまり)                                                              | 11 marca 2021    |
| 23 | 11 | Izucamp! Michiyuki Izukyan! Michiyuki (伊豆キャン！ みちゆき)                                                            | 18 marca 2021    |
| 24 | 12 | Izucamp! Birthday! Izukyan! Bāsudē! (伊豆キャン!!! バースデー！)                                                         | 25 marca 2021    |
| 25 | 13 | Tadaima (ただいま) | 1 kwietnia 2021  |

### Muzyka
| Seria   | Tytuł                                | Wykonawca  | Źródło  |
| Opening | Opening                              | Opening    | Opening |
| ------- | ------------------------------------ | ---------- | ------- |
| 1.      | „SHINY DAYS”                         | Asaka      | [ 21 ]  |
| 2.      | „Seize The Day”                      | Asaka      | [ 28 ]  |
| Ending  |                                      |            |         |
| 1.      | „Fuyu biyori” (jap. ふゆびより)      | Eri Sasaki | [ 21 ]  |
| 2.      | „Haru no tonari” (jap. はるのとなり) | Eri Sasaki | [ 28 ]  |

### Odcinki specjalne OVA
17 lutego 2018 zapowiedziane zostały 3 odcinki specjalne OVA, które każdy z nich dołączony został do jednego z trzech wydań DVD i Blu-ray. Pierwszy z nich zatytułowany Heyacamp△ episode0 (jap. へやキャン△episode0 Heyakyan△episode0) ukazał się w pierwszym wydaniu wydanym 28 marca 2018, kolejny z nich – Horacamp△ (jap. ほらキャン△ Horakyan△) ukazał się 23 maja w drugim wydaniu obejmującym odcinki 5–8, natomiast trzeci pod tytułem Sabacamp△ (jap. サバキャン△ Sabakyan△) – 25 lipca 2018 w wydaniu zawierającym odcinki 9–12.

### Spin-off
Produkcja miniserialu będącego spin-offem, zatytułowanego Heyacamp (jap. へやキャン△ Heyakyan△) została zapowiedziana 7 października 2018, przy okazji odbywającego się wydarzenia Yurucamp△ himitsu kessha Blanket nyūdan setsumeikan. 24 kwietnia 2019 ogłoszono, że za reżyserię odpowiada Masato Jinbo, scenariusz – Mutsumi Ito, projekty postaci – Mutsumi Sasaki, zaś za nadzór nad produkcją – reżyser oryginału, Yoshiaki Kyōgoku. Ponadto podana została data premiery, datowana na styczeń 2020, a potem została ona doprecyzowana na 6 stycznia 2020, o czym poinformowano 15 listopada. Ponadto zapowiedziano, iż motywem przewodnim będzie utwór „The Sunflower” wykonywany przez Asakę.

#### Spis odcinków
| #  | Tytuł                                                                   | Premiera         |
| -- | ----------------------------------------------------------------------- | ---------------- |
| 1  | Tsunakan no nazo (ツナ缶のなぞ)                                         | 6 stycznia 2020  |
| 2  | Fuji-san ga takusan (ふじさんがたくさん)                                | 13 stycznia 2020 |
| 3  | Gekisō! Kawaguchiko Rally Gekisō! Kawaguchiko rarī (激走！河口湖ラリー) | 20 stycznia 2020 |
| 4  | Aru hi no shimarin (ある日のしまりん)                                   | 27 stycznia 2020 |
| 5  | Shinsetsu・Kachikachi-yama (真説・カチカチ山)                           | 3 lutego 2020    |
| 6  | Ano koro wa, futari tomo (あのころは、ふたりとも)                       | 10 lutego 2020   |
| 7  | Hōtō chōri dai sakusen (ほうとう調理大作戦)                             | 17 lutego 2020   |
| 8  | Hora wa sekai o koete (ホラは世界を越えて)                              | 24 lutego 2020   |
| 9  | Shizunashi no ran II (静梨の乱 II)                                      | 2 marca 2020     |
| 10 | Hyōketsu kowai (氷穴こわい)                                             | 9 marca 2020     |
| 11 | Tabi no owari (旅のおわり)                                              | 16 marca 2020    |
| 12 | Heyacamp Heyakyan (へやキャン)                                          | 23 marca 2020    |

## Serial telewizyjny
Pierwsze informacje dotyczące adaptacji w formie aktorskiego serialu telewizyjnego zostały ujawnione 20 listopada 2019. Ponadto podane zostały nazwiska aktorek, które odgrywać będą role głównych bohaterek: Haruka Fukuhara (Rin Shima), Yuno Ōhara (Nadeshiko Kagamihara), Momoko Tanabe (Chiaki Ōgaki), Yumena Yanai (Aoi Inuyama) oraz Sara Shida (Ena Saitō), a także podano datę premiery, zaplanowaną na 9 stycznia 2020. Razem wyprodukowano 12 odcinków, które każdy z nich emitowany był w każdy czwartek o 25.00 (czasu japońskiego JST) na antenach TV Tokyo, TV Aichi oraz TV Osaka w paśmie Moku-Dra 25. Ostatni, 12. odcinek wyemitowany został 26 marca 2020. Za reżyserię odpowiadali Takashi Ninomiya, Mamoru Koshino oraz Kyōhei Tamazawa, zaś za scenariusz – Ayako Kitagawa. Za motyw przewodni serialu posłużył utwór „Replay” zespołu Longman.
5 listopada 2020 zapowiedziano produkcję drugiego sezonu, którego premiera zaplanowana została na wiosnę 2021 roku. 17 lutego podano do informacji, że premiera odbędzie się 1 kwietnia, natomiast za motyw przewodni sezonu posłuży utwór „Hello Youth”.

### Spis serii
| Seria     | Seria     | Odcinki   | Premiera serii  | Finał serii     |
| --------- | --------- | --------- | --------------- | --------------- |
|           | 1.        | 1–12 (12) | 9 stycznia 2020 | 26 marca 2020   |
| Specjalny | Specjalny | Specjalny | 29 marca 2021   | 29 marca 2021   |
|           | 2.        | od 13     | 1 kwietnia 2021 | 17 czerwca 2021 |

### Spis odcinków

#### Seria pierwsza (2020)
| Nr | Nr | Data pierwszej emisji |
| -- | -- | --------------------- |
| 1  | 1  | 9 stycznia 2020       |
| 2  | 2  | 16 stycznia 2020      |
| 3  | 3  | 23 stycznia 2020      |
| 4  | 4  | 30 stycznia 2020      |
| 5  | 5  | 6 lutego 2020         |
| 6  | 6  | 13 lutego 2020        |
| 7  | 7  | 20 lutego 2020        |
| 8  | 8  | 27 lutego 2020        |
| 9  | 9  | 5 marca 2020          |
| 10 | 10 | 12 marca 2020         |
| 11 | 11 | 19 marca 2020         |
| 12 | 12 | 26 marca 2020         |

#### Seria druga (2021)
| Nr        | Nr        | Data pierwszej emisji |
| --------- | --------- | --------------------- |
| Specjalny | Specjalny | 29 marca 2021         |
| 1         | 13        | 1 kwietnia 2021       |
| 2         | 14        | 8 kwietnia 2021       |
| 3         | 15        | 15 kwietnia 2021      |
| 4         | 16        | 22 kwietnia 2021      |
| 5         | 17        | 29 kwietnia 2021      |
| 6         | 18        | 6 maja 2021           |
| 7         | 19        | 13 maja 2021          |
| 8         | 20        | 20 maja 2021          |
| 9         | 21        | 27 maja 2021          |
| 10        | 22        | 3 czerwca 2021        |
| 11        | 23        | 10 czerwca 2021       |
| 12        | 24        | 17 czerwca 2021       |

## Film pełnometrażowy
1 kwietnia 2021 zapowiedziano produkcję filmu pełnometrażowego, którego premiera zaplanowana została na 2022 rok. 9 października podano do wiadomości, że premiera odbędzie się wczesnym latem 2022 roku. 31 marca wraz z opublikowaniem zwiastuna ogłoszono, że premiera odbędzie się dokładnie 1 lipca, zaś muzyką przewodnią będzie utwór „Sun Is Coming Up” wykonywany przez Asakę.

## Odbiór
W grudniu 2020 łączna sprzedaż wszystkich tomów mangi przekroczyła 4,5 mln egzemplarzy.